# Antoine de Montchrestien
Antoine de Montchrestien (nemesi neve: Antoine Montchrestien, éscuier, sieur de Vatteville) (Falaise, Calvados, 1575 – Les Tourailles, 1621. október 7.) francia költő, drámaíró és közgazdász, őt tartják a politikai gazdaságtan tudomány megteremtőjének.

## Életpályája
Apja neve Montchestien vagy Mauchrestien, (azaz rossz keresztény). Foglalkozására nézve gyógyszerész. Falaise környékére nem tudni honnan jöttek a szülei. De későbbi kapcsolatok révén vélni lehet, hogy Poitou környékéről valók, ahol reformátusok is szerezhettek gyógyszerészeti diplomát. Másutt hitet kellett tenni a katolikus vallás mellett.
Anyjáról nem tudunk semmit, de mivel sem fiú sem leánytestvére nem volt, anyja valószínűleg korán, még apja halála előtt meghalt. A hétéves árvát a legközelebbi rokonára bízta a törvény, azzal a megjegyzéssel, hogy apjáról semmit se lehet tudni. Először legközelebbi rokona, egy bizonyos Bernier, majd egy harcos protestáns család, a Thézart-ok körébe került. A család két fiának kísérőjeként vagy szolgájaként jutott magas szintű humanista kultúrához Caenban. Később, 1618-ban a fiúk elvált húgát vette feleségül.
A kollégium végeztével 1596-ban mutatták be a város polgármesternéjének ajánlott Sophonisbe c. drámáját, amely nyomtatásban is megjelent. Itt ismerkedett meg Malherbe-el is. 1596-ban egy kötetben publikálta öt drámáját:
- L’Écossaise (A skóciai nő);
- Désastre (Katasztrófa);
- Les Lacenes ou la Constance (A lakóniai nők avagy az állhatatosság);
- David ou l’Adultaire (Dávid avagy a házasságtörés);
- Aman ou la vanité et la Carthaginoise ou la Liberté (Aman avagy a hiúság és a kartagói nő avagy a Szabadság), amely Sophonisbe átdolgozott változata.

Közben lezajlott egy párbaja is három „kard nemessel;” majdnem holtan maradt, de később a perben komoly, 12 000 livres (ezüstpénz) kárpótlást kapott, ami felbátorította egy újabb perre első gyámja ellen: 1 000 livres az eredmény. Időközben Rouen-ba vagy környékére költözött, ahol ismert radikális protestáns nemesi és taláros nemesi családok környezetében élt és dolgozott. 1601-ben publikált egy vegyes műfajú kötetet IV. Henrik de Bourbonnak ajánlva.
1603-ban vagy 1604-ben házakat, és örökségeket vásárolt a Falaise kerületben; valószínű, hogy a „Vatteville” nemesi utónév is ennek köszönhető. Hajózási vállalkozó, árverésen megvásárolta a „Le Régent” nevű hajót. Közben a korábbinál sokkal gondozottabb és nyomdatechnikailag gazdagabb a Hector c. drámával kiegészített átdolgozott kiadást készített műveiből Condé hercegnek ajánlva. Már ekkoriban jelzi, hogy érdeklődése más irányba terelődött. Közben volt egy újabb párbaja, amely során megölte ellenfelét (Gouville bárót). IV. Henriktől kért kegyelmet, de az váratott magára, így Angliába, a hugenották hátországába menekült, ahol Stuart Máriáról írt tragédiáját I. Jakab királynak ajánlotta, aki kieszközölte Montchrestien számára a kegyelmet IV. Henriknél.
Ezután néhány éven keresztül Németországban, Hollandiában kereskedelemmel foglalkozott, meg is gazdagodott és sok tapasztalatot szerzett a liberálisabb gazdaságok működésével kapcsolatban. 1611-ben tért haza hatalmas dokumentációval a későbbi politikai gazdasági értekezéséhez. 1618-ban Párizsba ment acél késeit eladni, ott vette feleségül Susane Thézart, Jacques és François Thézart húgát. Közben Condé herceg megbízásából 1614-15-ben acélgyárosként Châtillon-sur-Loire kormányzója volt, és mint ilyen írta, és ajánlotta sokak szerint legfontosabb művét
- Traicté de l’oeconomie politique (Gazdaságpolitikai értekezés) címmel

a fiatal XIII. Lajosnak, és az anyakirálynénak, Medici Máriának az 1614-1615-ös, a forradalom előtti utolsó rendi gyűlés (États Généraux) alkalmára. Talán ekkor még hitt a központi hatalom, (vagyis a politika) által befolyásolt merkantilista gazdaság sikerében, ugyanis Chatillon sur Loire kormányzója volt.
1619 környékén tengeri kereskedelemmel és gyarmatosítással foglalkozott. Közben mivel a Nantes-i ediktum tartalma szinte kiürült, ezt a posztját elhagyva a szervezkedő protestánsok mellé állt, miután Laudunben, 1619-ben, majd La Rochelle-ben 1621-ben a református országgyűlés (szinodusokra) kerületekre osztja az országot szerződéses jogaik védelmében. A protestánsok szempontjából kulcsfontosságú a Jargeau városa a Loire mentén, amelyet egy bizonyos Saint-Paul gróf és a közben átállt Condé de Sancerre támad. A környező protestáns településekből toborzott civil harcosok élére Montchrestient kérték meg. Bár rohammal a város lakosságának a segítségével be is vette a várost, akkorára már a város kormányzója kiegyezett az ellenféllel, így Montchrestien csapatával kivonult, és négyszáz emberével Sancerre védelmére sietett, ahová a lakosság segítségével be is jutott épp úgy, mint Condé herceg várkastélyába. Ám Condé többezres hadsereggel rendelkezett, így kapitulálnia kell 1621. május 29-én.
Újabb, és sokkal súlyosabb szerep hárult rá, mert a La Rochelle-i protestáns országgyűlésen Normandia helytartójává választották és 10-12 ezres hadsereget kellett volna szerveznie hatezres lovassággal. Mindent megtett ezért, de folyamatosan figyelték Normandia kormányzójának, Longueville hercegnek az emberei, és 1621. október 7-én Toureilles-ben éjszaka orvul meggyilkolták. Amolyan rögtön ítélő bíróság a holttestet ketrecbe zárta, majd rácson csontjait összetörték, megégették és hamvait szétszórták. Az Alsó-Németországra és Hollandiára figyelő protestáns köztársasági kísérletet leverték, Montchrestien összes birtoka és vagyona a királyra szállt. Az ellenreformációs központi hatalom korifeusa, Malherbe (Montchrestien régi ismerőse) így fogadja halálát: „Úgy néz ki, hogy halálával nyugodtan pihenhetünk Normandiában.… a királyság egysége a tét, XIII. Lajos leveri ezt a holland mintára készült köztársaságot, miután kinevezte Lyne-t főparancsnoknak.” A katolikus centralista hatalom győzelmével Franciaország mint gazdasági hatalom riválisaival szemben visszaszorult.